# 가이난시
가이난시(일본어: 海南市)는 일본 와카야마현 북부 연안에 있는 시이다.
기슈 칠기의 산지로 알려져 있고, 가이소군 남부에 위치하기 때문에 1934년에 시가 성립하면서 이 명칭이 붙었다. 2005년 4월 1일에 기존의 가이난시에 시모쓰정이 합병해 새 가이난시가 탄생했다.

## 지리
북부는 구릉지로 비교적 완만하지만 남부는 나가미네산맥과 후지시로산맥을 앞에 두고 산으로 덮여 있다. 최고봉은 가가미이시산으로 558m이고 그 외에 500m 높이의 산들이 늘어서 있다. 주 하천은 동부를 종관하는 기시강, 북부와 중앙부를 종관해 와카야마시 남부에서 바다로 흘러드는 가메노강, 가가미이시산에 수원이 있고 중심부에서 바다로 흘러드는 히카타강 등이 있다. 옛 가이난시 지역에는 관개·치수를 목적으로 하는 인공 연못을 여럿 볼 수 있다. 서부는 기이 수도와 접해 시코쿠섬, 아와지섬, 누섬을 볼 수 있다.
기후는 세토 내해식 기후에 속해 연중 온난하고 강수량은 그다지 많지 않으며 여름은 덥고 겨울은 흐린 날이 많다. 소규모이지만 지진이 빈발하기도 한다.

## 역사
토기와 고분 등이 발견되어 옛날부터 인간이 생활했음을 알 수 있다. 구마노 고도가 있어 예로부터 교토와 시라하마의 탕치장 중계지로 번창했다. 센고쿠 시대에는 일본을 제패하려는 오다 노부나가와 그 저항 세력의 전투가 벌어졌다. 에도 시대에 기슈토쿠가와 가문은 구로에 지구를 기슈 칠기의 생산지로 특별히 보호해 크게 번창했다.
- 1934년 5월 1일 - 구로에정, 우쓰미정, 히카타정, 오노촌 등 4개 정촌이 합병해 가이난시가 탄생하였다.
- 1955년 4월 1일 - 가이소군의 5개 촌을 편입하였다.
- 2005년 4월 1일 - 가이소군 시모쓰정과 대등 합병해 새로운 가이난시가 성립하였다.

## 교통

### 철도
서일본 여객철도의 기세이 본선을 달리는 기노쿠니선이 유일한 철도 노선이다. 굵은 글씨는 오사카, 다나베 쪽으로 가는 특급 《구로시오》의 정차역이다.
- 서일본 여객철도 기세이 본선
  - (← 아리다시) - 시모쓰역 - 가모고역 - 시미즈우라역 - 가이난역 - 구로에역 - (와카야마시 →)

### 도로
- 한와 자동차도
- 국도 제42호선
- 국도 제370호선 (일본)(일본어판)
- 국도 제424호선 (일본)(일본어판)

## 인구
| 연도 | 인구   | ±%     |
| ---- | ------ | ------ |
| 1920 | 49,793 | —      |
| 1930 | 58,451 | +17.4% |
| 1940 | 60,179 | +3.0%  |
| 1950 | 71,639 | +19.0% |
| 1960 | 71,072 | −0.8%  |
| 1970 | 71,200 | +0.2%  |
| 1980 | 69,962 | −1.7%  |
| 1990 | 63,390 | −9.4%  |
| 2000 | 60,373 | −4.8%  |
| 2010 | 54,790 | −9.2%  |